# Riu Exe

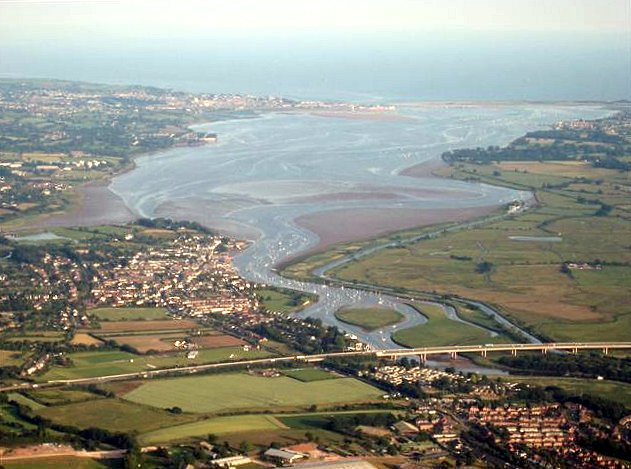
Estuari de l'Exe

El Riu Exe, en anglès: River Exe és un riu d'Anglaterra que neix a Exe Head, a 440 m d'altitud, prop de la població de Simonsbath, a Exmoor, Somerset, a 8,4 mm de la costa del Bristol Channel, però discorre cap al sud i així la major part de la seva llargada es troba a Devon. Arriba al mar a Lyme Bay, formant una ria, l'estuari de l'Exe. Té una llargada de 56 km en una conca de 1.500 km².
El seu cabal mitjà, a la desembocadura, és de 15,89 m³/s.

## Topografia
El nom d'aquest riu és una anglicització del llatí isca, al seu torn una llatinització de l'arrel britònica que significa "aigua" o, més exactament, "que és abundosa en peixos". La mateixa arrel apareix en la paraula whiskey escocès. El riu dona nom a la població d'Exeter ("fortalesa sobre el riu Exe") i a molts altres assentaments en el seu curs